# Adalbert Stifter
Adalbert Stifter (23. oktober 1805 i Oberplan i Böhmerwald—28. januar 1868 i Linz) var en østrigsk forfatter.
Efter at have gået på benediktinerskolen i Kremsmünster studerede han filosofi, jura, matematik og historie i Wien. Han blev lærer for fyrst Richard Metternich, 1850 skoleinspektør for folkeskolevæsenet i Øvreøsterrig. Stifter var en af Østrigs mest ejendommelige og stemningsfulde fortællere. Særligt forstår han at besjæle landskabet og har megen følelse for dets vekslende belysninger og for årstidernes indflydelse på naturen. I hans landskabsskildringer mærkes det, at han selv var en talentfuld maler. Oprindelig var der i hans fremstilling nogen påvirkning af Jean Paul. Hans menneskeskikkelser savner struktur og den friske opfattelse, som så tiltalende præger hans naturscenerier. Han har skrevet romanerne: Der Nachsommer (1857) og Witiko, Studien (6 bind, 1844—50, 17. oplag 1901), Bunte Steine, Erzählungen aus dem Nachlass, udgave af Johann Aprent (1869), Briefe og Vermischte Schriften, udgivet af samme (1870), Sämtliche Werke (17 bind, 1870), kritisk udgave ved Sauer, Hüller, Nadler (1901), Auswahl (1899 og 1910).